# Pierre Yvert
Pour les articles homonymes, voir Yvert.
Pierre Yvert, né le 30 septembre 1900 à Amiens et mort le 13 janvier 1964 à Villers-Bocage, est un éditeur philatéliste. Fils du fondateur d'Yvert et Tellier, il a été le directeur de L'Écho de la timbrologie et dirigeant de plusieurs associations philatéliques.

## Biographie
Pierre Yvert est le fils cadet de Louis Yvert, créateur avec Théodule Tellier des éditions philatéliques Yvert et Tellier. 
En 1917, à 17 ans, il s'engage volontairement dans l'armée pendant la Première Guerre mondiale. Il y reçoit la Croix de guerre.
Pendant l'entre-deux-guerres, après ses études, son père le place rédacteur dans sa revue l'Écho de la timbrologie. D'un esprit vif, Pierre fait ses preuves et assure la direction dans les années 1930. Cette place lui permet de voyager comme le fait son père : il va d'expositions philatéliques en réunions de grandes associations.
Pendant l'Occupation, il aide à faire survivre l'imprimerie familiale malgré le manque d'ouvriers et de papier. Il se rengage dans l'armée en 1945 pour libérer la Poche de Saint-Nazaire.
En 1955, il laisse la direction de l'Écho de la philatélie à son fils Jean. Il meurt en 1964.

## Membres d'associations
Pierre Yvert est le fondateur d'un Syndicat de la presse philatélique française, connu actuellement sous le nom d'Association de la presse philatélique francophone. Il a été élu président de la Fédération internationale des associations de négociants en timbres-poste. À partir de janvier 1943, il siège sur le 17e fauteuil de l'Académie de philatélie.
En dehors du monde philatélique, il a été premier vice-président mondial du Rotary Club International et localement président en 1952 de l'Automobile Club de Picardie et d'Artois.

## Décorations
- Officier de la Légion d'honneur (1961)[2]
- Officier de l'ordre du Mérite postal (1955)[3]

### Source
- Yvert et Tellier. Cent ans d'histoire, éd. Yvert et Tellier, 1996.